# Dokyusei
Dōkyūsei (яп. 同級生 до:кю:сэй, «Одноклассники») — первая компьютерная игра в одноимённой серии (также известна под названием Нанпа по имени её пакетного файла "nanba.bat"), разработанная японской компанией élf в 1992 году. По жанру представляет собой эротический «симулятор свиданий». Задача игрока — успешная реализация любовной линии с выбранным женским персонажем. Игра, изначально предназначенная для NEC PC-9801, была выпущена на восьми дискетах. В 1999 году появился порт для Windows 95/98 на CD.
Dōkyūsei — первая японская эроге (эротическая игра) с разветвлённым сюжетом. В ранних играх этого жанра сюжет практически отсутствовал: например, игрок просто вступал в половой контакт со всеми встречными девушками подряд. Разработчики впервые ввели концепцию отдельных линий для каждого женского персонажа — в одном прохождении игрок занимается любовью с одной девушкой, а в следующий раз выбирает другую. Появления на экране сексуальной сцены нужно добиться, выбирая правильные ответы в диалогах.
Сценарий был написан Масато Хирутой (蛭田昌人) из компании élf, а рисунок выполнен Масаки Такэи (竹井正樹) из студии Geo Creation. В 1994—1995 годах на студии Pink Pineapple было создано аниме по мотивам «Одноклассников».

## Сюжет
Игрок принимает роль японского старшеклассника (имя по умолчанию — Такуро), чьи родители только что переехали в большой особняк в хорошем районе. Мальчик идёт в новую школу, но думает только об одном: о симпатичных девочках. Вместо того, чтобы старательно учиться, Такуро решает исследовать район и узнать как можно больше о его жительницах. Дальнейшие события зависят от действий игрока.

## Игровой процесс
Игровой процесс заключается в блуждании по городу и разговорах со встреченными девушками, таким образом, игрок должен запомнить, в какое время суток та или иная девушка оказывается в определенном месте.
Герой может заходить в рестораны, магазины, здания кафе и т. д., либо сесть на поезд и отправиться в другой район. Во время игры идёт отсчет времени: посещение каждого места занимает двадцать игровых минут. Цель игры состоит в том, чтобы завязать отношения с одной из четырнадцати героинь.

## Продажи и отзывы
Dokyusei сразу стала бестселлером.

## Аниме
OVA по мотивам игры ,Dokyusei: Natsu no Owari ni (яп. 同級生 夏の終わりに До:кю:сэй Нацу но овари ни, «Одноклассники: В конце лета») была лицензирована в США под названием End of Summer компанией SoftCel Pictures. В 1995 году вышел двухсерийный сиквел под названием Dokyusei Climax Files.

### Роли озвучивали
- Ариса Андо — Мако Сайто
- Хироси Нака — Отец Мисы
- Хитоми Оикава — Куруми Нисина
- Иссэй Футамата — Кадзуя Сакагами
- Дзюнко Асами — Михо Судзуки
- Мики Такахаси — Май Сакураги
- Мицуо Ивата — Ватару Морока
- Наоко Исии — Мать Мисы
- Наоко Мацуи — Мамэко
- Сатоми Короги — Миса Танака
- Сё Хаями — Кэндзи Айхара
- Тэссё Гэнда — хозяин кафе
- Юми Такада — Сатоми Курокава
- Юрико Ямагути — Кёко Симамото